# Shinano (provincia)

Mappa delle province giapponesi con la provincia di Shinano evidenziata

Shinano (giapponese: 信濃国; -no kuni) fu una provincia del Giappone in quella che è oggigiorno la prefettura di Nagano. Viene abbreviato come Shinshu (信州 Shinshū).
Shinano confinava con le province di Echigo, Etchu, Hida, Kai, Kozuke, Mikawa, Mino, Musashi, Suruga e Totomi.
L'antica capitale si trovava vicino alla moderna città di Matsumoto che divenne un'importante città della provincia. A causa delle sue grandi dimensioni Shinano venne spesso divisa in più feudi durante il periodo Sengoku e diverse città castello si svilupparono, tra cui Komoro, Ina e Ueda. Shinano fu uno dei centri principali del potere di Takeda Shingen durante le sue guerre contro Uesugi Kenshin e altri daimyō più piccoli quali Murakami Yoshikiyo, Ogasawara Nagatoki, Suwa Yorishige e Kiso Yoshiyasu.
Nel 1871 con l'abolizione dei resti feudali e la creazione delle prefetture (Haihan Chiken) in seguito alla Restaurazione Meiji, la provincia di Shinano venne divisa nelle prefetture di Nagano e Chikuma. Queste vennero nuovamente combinate nel 1876 per formare l'odierna Nagano
La portaerei Shinano della marina imperiale giapponese rimasta operativa per breve tempo durante la seconda guerra mondiale prese nome da questa provincia.